# عنطر
عنطر أو عنتر أو أولاد عنتر هو أحد قصور بلدية تامست الواقعة ضمن دائرة فنوغيل بولاية أدرار الجزائرية.

## الموقع
يحد قصر عنطر من الشمال قصر جديد، من الشرق والغرب الحمادة ومن الجنوب قصر تامالت.

## الفلاحة
يعمل أغلب سكان قصر عنطر في الفلاحة التي يغلب عليها غرس النخيل ويستعمل السكان تقنية الفقارة لتوفير المياه للسقي، نجد بعنطر ستة فقارات هي:

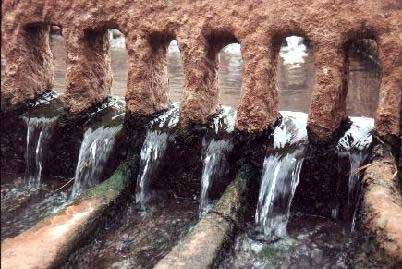
قصري لتقسيم ماء الفقارة

| إسم الفقارة | عدد الآبار |
| ----------- | ---------- |
| آيت عبو     | 300        |
| آيت بوسعيد  | 386        |
| آيت معلم    | 250        |
| فقيقيرة     | 250        |
| إيغيس       | ؟          |
| تاودج       | 210        |

## الأعلام
1. الشيخ سيدي إبراهيم: هو أحد أعلام قصر عنطر وأوليائه، وتقام له زيارة سنوية.[1]